# Edward Seymour, 8:e hertig av Somerset
Edward Seymour, 8:e hertig av Somerset, född (döpt den 17 januari) 1695 i Easton, Wiltshire, död (begraven den 21 december) 1757 på Bradley House, Maiden Bradley, Wiltshire, var en  engelsk ädling. Han var son till sir Edward Seymour, 5:e baronet.
Seymour ärvde hertigtiteln efter sin avlägsne släkting Algernon Seymour, 7:e hertig av Somerset 1750. Merparten av den föregående hertigens tillgångar och domäner gick dock till andra släktingar, inte minst till svärsonen Hugh Percy, 1:e hertig av Northumberland, varför den nye hertigen fick nöja sig med det betydligt mindre Bradley House och de följande hertigarna av Somerset kom aldrig att vara så förmögna som 7:e hertigen.
Edward Seymour gifte sig 1716 med Mary Webb (1697–1768) och fick fem barn med henne, däribland:
- Edward Seymour, 9:e hertig av Somerset (1717–1792)
- Webb Seymour, 10:e hertig av Somerset (1718–1793)